# Aaron Bernstein
Aaron David Bernstein (Gdansk; 6 de abril de 1812 - Berlín, 12 de febrero de 1884) fue un escritor alemán de origen judío, además de autor y reformista.
A mediados del siglo XIX, Bernstein tomó un papel muy activo en el movimiento de partidarios de la reforma de las sinagogas en Alemania. 
Fue autor de dos historias de Ghetto: Vogele der Maggid y Mendel Gibbor, siendo uno de los pioneros de este género de ficción moderna. 
También fue publicista, y su obra Historia de la revolución y reacción en Alemania (3 vols., 1883-1884) fue una colección de importantes ensayos políticos.